# スターリング航空296便墜落事故
スターリング航空296便墜落事故（スターリングこうくう296びんついらくじこ）は、1972年3月14日に発生した航空事故である。チャトラパティ・シヴァージー国際空港からドバイ国際空港へ向かっていたスターリング航空296便（シュド・カラベル 10B3）がドバイ国際空港へのアプローチ中に墜落し、乗員乗客112人全員が死亡した。この事故はシュド・カラベルによる航空事故の中では最悪の事故であり、またアラブ首長国連邦で発生した航空事故としてもガルフエア771便爆破事件と並んで最悪の事故となっている。

## 飛行の詳細

### 事故機
事故機のシュド・カラベル 10B3（OY-STL）は製造番号267として1970年5月に製造され、同年5月10日に初飛行した。その後5月19日にスターリング航空へ引き渡された後、5月22日に耐空証明書を受け機体記号OY-STLとして登録された。同機は機体中央に燃料タンクを配置した長距離飛行用の機体であり、エンジンはプラット・アンド・ホイットニー JT8D-9を搭載していた。総飛行時間は6,674時間50分で、総離着陸回数は2,373回であった。

### 乗員
機長は35歳の男性で、1966年2月からスターリング航空で勤務しており、セスナ 402とダグラス DC-6の操縦資格を持っていた。1971年5月20日からシュド・カラベルの機長として乗務しており、総飛行時間は6,600時間以上であった。
副操縦士は30歳の男性で、1970年4月15日からスターリング航空で勤務していた。1971年5月1日からシュド・カラベルの副操縦士として乗務しており、総飛行時間は3,785時間で、その内1,400時間以上がシュド・カラベルでの飛行時間であった。

### 乗客[3][4]
| 国籍         | 乗客 | 乗員 | 合計 |
| ------------ | ---- | ---- | ---- |
| デンマーク   | 68   | 6    | 74   |
| ノルウェー   | 12   | 0    | 12   |
| フィンランド | 4    | 0    | 4    |
| 西ドイツ     | 2    | 0    | 2    |
| スウェーデン | 20   | 0    | 20   |

## 事故の経緯
296便はバンダラナイケ国際空港からチャトラパティ・シヴァージー国際空港、ドバイ国際空港、エセンボーア国際空港を経由してコペンハーゲン空港へと向かう便であった。11時50分、296便は乗員6人・乗客106人を乗せてバンダラナイケ国際空港を離陸し、14時15分にチャトラパティ・シヴァージー国際空港に着陸した。同空港での1時間の待機時間の間に296便は給油され、パイロットはフライトに必要な気象情報を入手し、通常通りの諸作業を終えた。15時20分に296便は同空港を出発しドバイ国際空港へと向かった。
フライトプランによれば、296便はチャトラパティ・シヴァージー国際空港からドバイ国際空港までFL310（9,450m）でR19の空中回廊を飛行することになっていた。飛行経路は全長1,935kmでそのほぼ全てがアラビア海の上空であり、飛行経路の途中には位置報告のための5つのウェイポイント（SALMON、SEAHORSE、BLUE WHALE、DOLPHIN、SPEARFISH）がそれぞれチャトラパティ・シヴァージー国際空港から185、541、983、1308、1582kmの地点にあった。
飛行計画よりも4分早い15時40分に、296便は管制官に同機が最初のウェイポイント（SALMON）を通過し、FL250（7,600m）を通過してFL310まで上昇していることを報告した。また、15時49分には周波数126.7MHzで同機がFL310に達したことを報告した。16時14分、296便はHF3446で同機がSEAHORSEウェイポイントを通過したことを管制官に報告した。これは最初のウェイポイントを通過した際に計算した予想時刻よりも1分遅かったが、空港を出発する際に計算した予想時刻よりは3分早かった。16時52分、296便はボンベイの管制官から周波数をHF6624に切り替えるよう指示された。16時47分から17時08分までの間にHF3446とHF6624で送信された296便への呼びかけには応答がなかったが、墜落現場から発見された飛行計画書から16時49分に296便がBLUE WHALEウェイポイントを通過していたことが判明した。これはSEAHORSEウェイポイント通過時の計算よりも3分、空港での計算よりも6分早かった。
17時14分、296便は別の航空機を経由して管制官にDOLPHINウェイポイントを通過したことを報告した。これはBLUE WHALEウェイポイント通過時の計算よりも1分、空港での計算よりも10分早かった。17時25分、296便はドバイ国際空港の管制官に連絡して17時00分時点のドバイの気象情報を入手した。17時42分に296便は124.9MHzでドバイ国際空港の管制官に連絡し、17時42分に同機がFL310でSPEARFISHウェイポイントを通過し、ドバイ国際空港への着陸予定時刻は18時10分であることを報告した。その際、296便はドバイ国際空港の進入管制に連絡するよう指示された。その後、296便は同機のD0の無線ビーコン（ドバイVOR）からの方位が084であり、FL310からの降下は17時55分に開始されると報告された。しかし、296便がドバイ国際空港から176km離れた地点を飛行していた17時49分に、同機はすぐに降下を開始したい旨を管制に報告した。すると、296便はFL40（1,200m）まで降下することが許可された。その後、管制官は296便に同機が方位084に従うかどうか尋ねると、296便は肯定的な返答をしたため管制官はその許可を出した。
事故当時、296便の飛行していた地域ではやや散乱した雲が観測され、場所によっては雷雨もあった。他の航空機の乗務員によれば、当時空はほぼ曇りで海岸辺りには大きな積乱雲が形成されていた。当時付近を飛行していた英国海外航空833便（コルカタ発ドバイ行き）の乗務員は雷雨のため海岸がよく見えなかったと述べたが、サベナ航空352便（ボンベイ発アテネ行き）の乗務員は逆にドバイ上空は当時晴れていたと述べた。
17時50分に296便がFL310からFL40への降下を報告した際、同機は管制官にどの滑走路を使用するのかを尋ねた。それに対し空港のディスパッチャーが風が045/6ノットであり滑走路30または滑走路12に着陸可能であると返答すると、296便は滑走路30への直接進入を選択した。17時56分、296便がFL135（4,100m）を通過したことを報告したところ、管制官はそれに対しドバイ国際空港のレベル（1016hPa）に対して高度609mから空港を視認するよう指示した。296便もこの指示を確認した。
296便は交信の改善のために無線受信機を予備のものに切り替えたが、それが静かであったためコックピットボイスレコーダー（CVR）には上手く録音されなかったと考えられる。18時01分頃に296便は管制官に連絡したが、この交信は記録されていなかった。管制官によれば、296便は空港の無線の機能状態について尋ねたが、それに対して管制は「正常に機能している」と返答したという。また、管制官は296便にADFのアンテナによる信号がドバイ国際空港の滑走路の延長によって弱くなったため、115.7MHzのVORか110.1MHzのILSのビーコンを使用した方がよいと忠告した。
その直後、CVRには296便が交信を試みている音声が記録されており、それに対しディスパッチャーは18時02分04秒に「こちらドバイ。聞き取れなかったのでもう一度繰り返してほしい」と返答した。さらに、18時02分12秒に「296便、こちらドバイ。大気圧は1016.5hPaである」と交信したが、296便からの返答は記録されなかった。18時03分15秒、ディスパッチャーは「296便、こちらドバイ。次に空港を視認したら報告してほしい」と交信したが、反応がなかったためディスパッチャーはこの交信が296便に伝達されていないと考えていた。その後、18時03分15秒から18時03分30秒にかけて296便からVORの信号に異常があるという報告を数回受け、ディスパッチャーは「296便、こちらドバイ。VOR信号は信頼できない。周波数110.1でILSを選択し、方位を300°にすれば滑走路に到達できる」と返答した。この時の時刻は18時03分42秒であった。
地元住民によれば、当時は土砂降りの雨であったという。現地時間22時頃、カルバの住民が雨水の排水のために友人と小屋のまわりに溝を掘っていた際、一機の航空機が街の上空を低空飛行した。航空灯がはっきり目視できるほど低高度を飛行していたという。そのまま航空機は西へ向かい、そこから8～11km離れた丘に衝突、さらに別の丘にも衝突した。その後、火災が発生し、その光が雲に反射していた。目撃者の1人は友人とともにランドローバーの車に乗り込み現場に向かおうとしたが、タイヤが泥にはまり立ち往生した。現場近くのアル・ヘイルの住民は、事故の爆発音を耳にした時、それが雷鳴であると思ったという。
対気速度296km/hで285°の方向に向かっていた296便は垂直速度約243m/分で降下しており、乗員が正面に山があることに気が付いた頃にはすでに高度427mまで降下していた。エンジンの推力が上げられ、182～213m/分（3～3.6m/s）の垂直速度で上昇するようになされたが、その10秒後の18時04分、296便はドバイ国際空港から80.4kmの海抜約488mの地点に対気速度351kmで左翼を衝突させ、主翼が破損した。さらに250m飛行した後296便は別の山に墜落し、機体は完全に破壊され、残骸は斜面を滑り落ちた。
18時10分、ドバイ国際空港の管制官はバーレーンの管制官に296便との交信が途絶えたことを報告した。その後296便との交信を試みたものの失敗したため、18時40分に緊急事態が宣言されて296便の捜索が開始された。翌15日朝、296便はドバイ国際空港から93km、カルバから西に20kmのシャルジャ山で発見された。事故現場での調査の結果、296便の乗員乗客112人全員が死亡したことが判明した。2019年現在、この事故はアラブ首長国連邦で発生した航空事故の中で最悪の事故であり、またシュド・カラベルによる事故の中でも最悪の事故となっている。

## 事故調査
事故調査の最終報告書によれば、事故原因は古いフライトプランの使用や気象レーダーの数値の誤読による操縦ミス、あるいはこれらの複合的な原因により296便が最低安全高度を下回って早い段階で降下したことであると推定されている。このような状況下では、乗員が視認した都市をドバイと思い込んでさらに自機の位置を誤認した可能性がある。